# Missy Peregrym
Melissa 'Missy' Peregrym (Montréal, Québec, 1982. június 16.) kanadai színésznő.

## Fiatalkora
Édesapja lelkész volt, míg édesanyja a háztartást vezette. Peregrym élete nagy részét Surreyben, Brit-Columbiában (Kanada) töltötte, ahol a Fleetwood Park Középiskolában kezdte meg tanulmányait. 2004-ben az Aurora College-on diplomázott le. A középiskolában futballozott, lacrosse-ozott és hokizott, de szereti a kosárlabdát és a snowboardozást is, a középiskolájában kosárlabdaedző is volt.

## Pályafutása
18 évesen kezdte meg modellkarrierjét a Lizbell Ügynökségnél. Legelőször hirdetéseken szerepelt, ám egy idő után hírnevet szerzett, és több reklámban is szerepelt, köztük a Mercedes-Benz, Sprint Canada és a The Olympics. 
A rendezők és producerek felfigyeltek rá a reklámokban, és hamarosan fel is keresték őt, ugyanis megtetszett nekik Peregrym alakítása. Első szerepe Hottie Blood megformálása volt a Sötét angyal (2000) című tévésorozatban. Majd 2003-ban a Black Sash című tévésorozatban kapott főszerepet, Russell Wong oldalán.
2006-ban először szerepelt mozifilmben: Jeff Bridges mellett főszereplőként tűnt fel a Talajfogás című vígjátékban. Haley Graham, szerepében. 2010–2012 között az ABC televíziótársaság által sugárzott Kékpróba című bűnügyi sorozatban Andy McNallyt játszotta. A sorozatot Torontóban forgatták, ezért Peregrym a városba költözött.

## Filmográfia

### Film
| Év   | Magyar cím        | Eredeti cím         | Szerep                           | Magyar hang        |
| ---- | ----------------- | ------------------- | -------------------------------- | ------------------ |
| 2004 | A Macskanő        | Catwoman            | modell (stáblistán nem szerepel) |                    |
| 2006 | Talajfogás        | Stick It            | Haley Graham                     | Nemes Takách Kata  |
| 2011 |                   | Something Red       | Amy                              |                    |
| 2013 |                   | The Proposal        | Sara                             |                    |
| 2014 |                   | Backcountry         | Jenn                             |                    |
| 2017 |                   | Pyewacket           | 911 operátor (hangja)            |                    |
| 2024 | Jönnek a farkasok | Out Come the Wolves | Sophie                           | Kisfalvi Krisztina |

### Televízió
| Év        | Magyar cím                               | Eredeti cím                                | Szerep                        | Megjegyzések                                                   |
| --------- | ---------------------------------------- | ------------------------------------------ | ----------------------------- | -------------------------------------------------------------- |
| 2002      | Sötét angyal                             | Dark Angel                                 | Hottie Blood                  | 1 epizód                                                       |
| 2002      |                                          | The Chris Isaak Show                       | Julia                         | 1 epizód                                                       |
| 2003      |                                          | Black Sash                                 | Tory Stratton                 | 8 epizód                                                       |
| 2003      | Jake 2.0 – A tökéletes ügynök            | Jake 2.0                                   | lány a bárban                 | 1 epizód                                                       |
| 2003      | Tru Calling – Az őrangyal                | True Calling                               | Gina                          | 1 epizód                                                       |
| 2004      | Smallville                               | Smallville                                 | Molly Griggs                  | 1 epizód                                                       |
| 2004      | Androméda                                | Andromeda                                  | Lissett                       | 1 epizód                                                       |
| 2004      | Heidi Fleiss síkos karrierje             | Call Me: The Rise and Fall of Heidi Fleiss | Tina                          | tévéfilm                                                       |
| 2004–2005 |                                          | Life As We Know It                         | Jackie Bradford               | 13 epizód                                                      |
| 2006      |                                          | Smallville: Vengeance Chronicles           | Molly Griggs                  | minisorozat (3 epizód)                                         |
| 2007      | Hősök                                    | Heroes                                     | Candice Wilmer                | 6 epizód                                                       |
| 2007      |                                          | Wide Awake                                 | Cassie Wade                   | tévéfilm                                                       |
| 2007–2009 | Reaper – Démonirtók                      | Reaper                                     | Andi Prendergast              | 31 epizód                                                      |
| 2012      |                                          | Cybergeddon                                | Chloe Jocelyn                 | 9 epizód                                                       |
| 2012      |                                          | Cybergeddon Zips                           | Chloe Jocelyn                 | 1 epizód                                                       |
| 2010–2015 | Kékpróba                                 | Rookie Blue                                | Andy McNally                  | - főszereplő (74 epizód) - magyar hangja: - Bogdányi Titanilla |
| 2016      | Az indíték                               | Motive                                     | Jessica                       | 1 epizód                                                       |
| 2016      | Hawaii Five-0                            | Hawaii Five-0                              | Bridget Williams              | 1 epizód                                                       |
| 2017      | Esküdt ellenségek: Különleges ügyosztály | Law & Order: Special Victims Unit          | Zoey White                    | 1 epizód                                                       |
| 2017      | Hope Klinika                             | Saving Hope                                | Layla Rowland                 | 2 epizód                                                       |
| 2017      | Éjszakai műszak                          | The Night Shift                            | Reagan hadnagy                | 1 epizód                                                       |
| 2017      |                                          | Ten Days in the Valley                     | Jamie                         | 3 epizód                                                       |
| 2017–2018 | Van Helsing                              | Van Helsing                                | Scarlett Van Helsing (Harker) | visszatérő szerep (2-3. évad)                                  |
| 2018–     | FBI – New York különleges ügynökei       | FBI                                        | Margaret "Maggie" Bell ügynök | főszereplő                                                     |
| 2021      |                                          | FBI: International                         | Margaret "Maggie" Bell ügynök | 1 epizód                                                       |
| 2021–2023 |                                          | FBI: Most Wanted                           | Margaret "Maggie" Bell ügynök | 2 epizód                                                       |

## Díjak és jelölések
- 2008 – (Jelölés) Leo-díj – Reaper – Démonirtók (Love, Bullets and Blacktop című epizód)
- 2009 – (Jelölés) Leo-díj – Reaper – Démonirtók (Coming to Grips című epizód)
- 2012 – Prism Award – Kékpróba